# Koprolit
Koprolit er det videnskabelige navn for fossileret afføring. Udtrykket stammer fra græsk κόπρος kopros (afføring) og λίθος lithos (sten). Koprolitter regnes under sporfossiler, eftersom de ikke udgør mere end et spor (i dette tilfælde spor af diæt) efter den organisme der efterlod dem.
Koprolitter blev først beskrevet af William Buckland i 1829, se også Mary Anning, da hun muligvis bør tilskrives opdagelsen. Tidligere kendtes de under navne som "fossile fyrrekogler" og "bezoarsten". De tjener et vigtigt formål inden for palæontologien, fordi de er vidnesbyrd om prædation og kost hos døde organismer, og ud fra disse kan man for eksempel se, hvilken føde, dinosaurusserne levede af.
Koprolitter kan variere i størrelse fra nogle få millimeter til over 60 centimeter.
Koprolitter er forskellige fra paleofaeces (fossileret menneskeafføring). Som andre fossiler er meget af koprolitternes oprindelige sammensætning blevet erstattet af mineralforekomster, såsom silikater og calciumcarbonater. Paleofaeces bevarer derimod meget af sin oprindelige organiske sammensætning og kan gendannes for at bestemme de oprindelige kemiske egenskaber. I praksis anvendes udtrykket koprolit også om gammelt menneskefækalt materiale i arkæologiske kontekster. I sammenhæng med koprolitter kan nævnes urolitterne (fossileret urin), der er erosioner forårsaget af fordampning af flydende væsker og ikke-flydende urin-sekretioner. En kendt menneskelig koprolit er Lloyds Bank-koprolitten fra York.